# ميريام ستارك
ميريام ستارك (بالإنجليزية: Miriam T. Stark)‏ هي عالمة آثار أمريكية، ولدت في 14 سبتمبر 1962.